# Zadzim
Zadzim is een dorp in het Poolse woiwodschap Łódź, in het district Poddębicki. De plaats maakt deel uit van de gemeente Zadzim.